# Life Studies
Life Studies é o quarto livro de poesias do escritor norte-americano Robert Lowell, publicado em 1959. Muitos críticos o consideram como a obra inauguradora da poesia confessional, bem como o trabalho mais importante de Lowell.
Alguns dos poemas de Life Studies foram escritos após a estada de Lowell no Hospital McLean, em Belmont, perto de Boston, no começo de 1958. O manuscrito ficou completo no verão daquele ano e mandado para a editora Farrar, Straus and Giroux em outubro.